# كناكر (السويداء)
كناكر هي قرية سورية تقع في ناحية مركز السويداء من منطقة السويداء في محافظة السويداء. وفقاً لمكتب المركزي للإحصاء، بلغ عدد سكان قرية كناكر 426 نسمة في تعداد عام 2004.